# Agoerodes fuscus
Agoerodes fuscus är en nattsländeart som beskrevs av Martin E. Mosely 1949. Agoerodes fuscus ingår i släktet Agoerodes och familjen kantrörsnattsländor. Inga underarter finns listade i Catalogue of Life.